# Ostatnie zadanie
Ostatnie zadanie (ang. The Last Detail) – amerykańska tragikomedia z 1973 roku w reżyserii Hala Ashby'ego, nakręcona na podstawie powieści Darryl Ponicsan.

## Główne role
- Jack Nicholson - Billy Budduskey
- Otis Young - Mulhall
- Randy Quaid - Meadows
- Clifton James - M.A.A.
- Carol Kane - młoda dziwka
- Michael Moriarty - Marine O.D.
- Luana Anders - Donna
- Kathleen Miller - Annette
- Nancy Allen - Nancy